# Cavall hidruntí
El cavall hidruntí (Equus hydruntinus) és un èquid extint del Plistocè mitjà i superior d'Euràsia. Aparegué per primer cop en el registre fòssil fa 300.000 anys i no desaparegué fins a temps de l'Holocè. A finals del Plistocè estava distribuït per gran part d'Euràsia occidental, des de l'Orient Pròxim fins a Europa, especialment al Mediterrani, amb troballes fòssils de Sicília, Turquia, Espanya, França i Portugal. A l'est, sembla que el seu àmbit de distribució s'estenia com a mínim fins al Volga i l'Iran i al nord gairebé arribava a la mar del Nord a Alemanya. Morfològicament, es pot distingir el cavall hidruntí de l'ase salvatge africà i l'hemió, especialment gràcies a les seves dents molars i els narius relativament curts. La seva posició sistemàtica exacta encara és incerta, però les anàlisis genètiques i morfològiques suggereixen que és molt proper a l'hemió.